# Essa Mina É Louca
"Essa Mina é Louca" es una canción de la cantante brasileña Anitta con la participación del artista brasileño Jhama. El sencillo es parte de su tercer álbum de estudio, Bang! (2015). Las voces fueron grabadas en el estudio Fibra, Río de Janeiro.

## Video Musical
El video musical fue dirigido por Bruno Ilogti con la dirección creativa de Giovanni Bianc y la actuación de la actriz Ísis Valverde. La estética es diferente de sus videos anteriores: menos sensual, más dulce y colorida. Los trajes diseñados por el estilista Daniel Ueda son coloridos y están llenos de piezas de plástico, inspiradas en el Manga japonés. "Esta vez todo fue creado especialmente para el clip, porque son la ropa que la gente no usaría en la vida real", agregó Anitta.
La configuración del video musical es como una casa de muñecas, y el video hace referencias directas a la canción anterior de la cantante, "Bang". Sobre la estética del video, la cantante dijo «nadie esperaba que trajéramos la estética de “Bang”. Bang era blanco y negro, mientras que este es muy colorido, por lo que ofrece un contraste» .
En el video, Anitta y el rapero Jhama son pareja, pero la entrada del personaje de Ísis Valverde cambia el curso de la historia y termina con un beso entre los dos. "Queríamos hacerlo con sentido del humor y diversión, y esa es la idea de todos los clips. Es tan natural, es una broma, una pequeña cosa que da".[cita requerida]